# Norberto Fontana
Norberto Edgardo Fontana (Arrecifes, Buenos Aires, Argentina; 20 de enero de 1975) es un piloto de automovilismo argentino con trayectoria a nivel nacional e internacional.
Compitió en diversas categorías de monoplazas internacionales, destacándose en Fórmula Ford Suiza 1600, Fórmula 3 Alemana, Fórmula Nippon, Fórmula 3000 Internacional y la categoría norteamericana CART.

## Carrera
Fontana se inició en el karting cuando tenía 8 años, y en 1991 ganó el Campeonato Argentino Senior. En 1992 progresó a la Fórmula Renault Argentina, y en 1993 dio el salto a Europa, obteniendo el título en la Fórmula Ford Suiza.
Luego disputó la Fórmula 3 Alemana, resultando sexto en 1994 y campeón en 1995, a la vez que se convirtió en piloto de pruebas de la escudería Sauber de Fórmula 1. A fines de 1995 sufrió un fuerte choque en el Gran Premio de Macao, que le requirió una operación delicada, y le quitó la confianza del equipo suizo.
En 1996, Fontana se trasladó a Japón a disputar la Fórmula Nippon con el equipo Nova, resultando quinto con una victoria en Fuji y dos segundos puestos. Al año siguiente pasó al equipo LeMans, finalizando tercero en el campeonato, con un triunfo en Mine y otros dos podios. 
El argentino debutó finalmente en la Fórmula 1 con Sauber en 1997, compitiendo en cuatro fechas como reemplazante del piloto titular Gianni Morbidelli, logrando dos novenos puestos.
El argentino viajó al Reino Unido para firmar con Tyrrell para la temporada 1998, pero las negociaciones se alargaron y el equipo optó por firmar a Ricardo Rosset. Por tanto, el argentino continuó compitiendo un año más Japón, quedando cuarto en la Fórmula Nippon con una victoria en Fuji y otros dos podios. A la vez, corrió en el Campeonato Japonés de Gran Turismos con un Toyota Supra de TOM'S junto a Masanori Sekiya, obteniendo tres terceros puestos en seis carreras.
En 1999 volvió a Europa para participar en la Fórmula 3000 con el equipo Fortec. Obtuvo dos quintos puestos y finalizó 15º en el campeonato. En el año 2000 disputó el primer semestre de la temporada 2000 de la CART con el equipo de John Della Penna, Della Penna Motorsports, logrando apenas dos puntos.
Tras su paso por el exterior, Fontana regresó a su país en 2001, donde compitió en las categoría TC 2000, Turismo Carretera y Top Race V6. Fue campeón del TC 2000 en las temporadas 2002 y 2010, y del Turismo Carretera en el año 2006.
En 2010 recibió el Premio Konex - Diploma al Mérito como uno de los 5 mejores automovilistas de la década en Argentina.

## Resumen de carrera

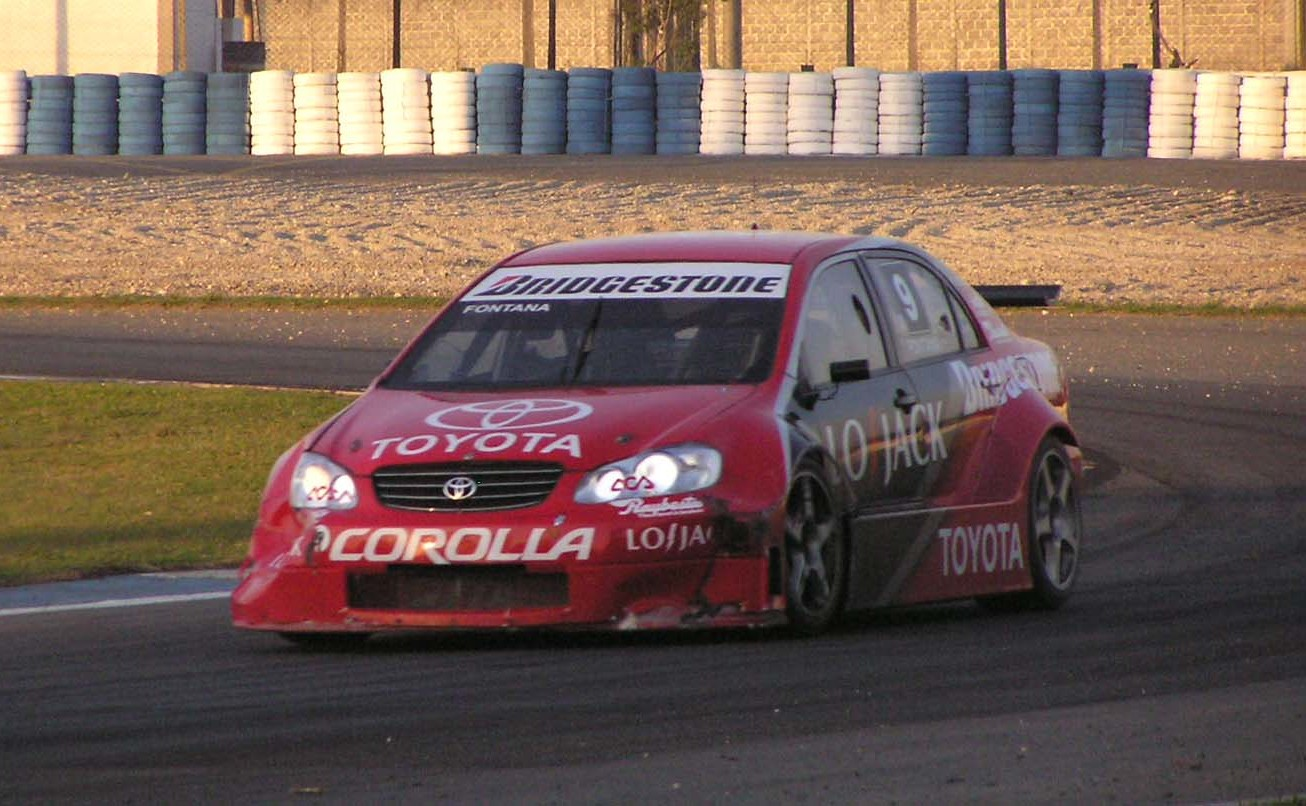
Norberto Fontana a bordo de su Toyota Corolla disputando la competencia de TC 2000 en Curitiba, Brasil.

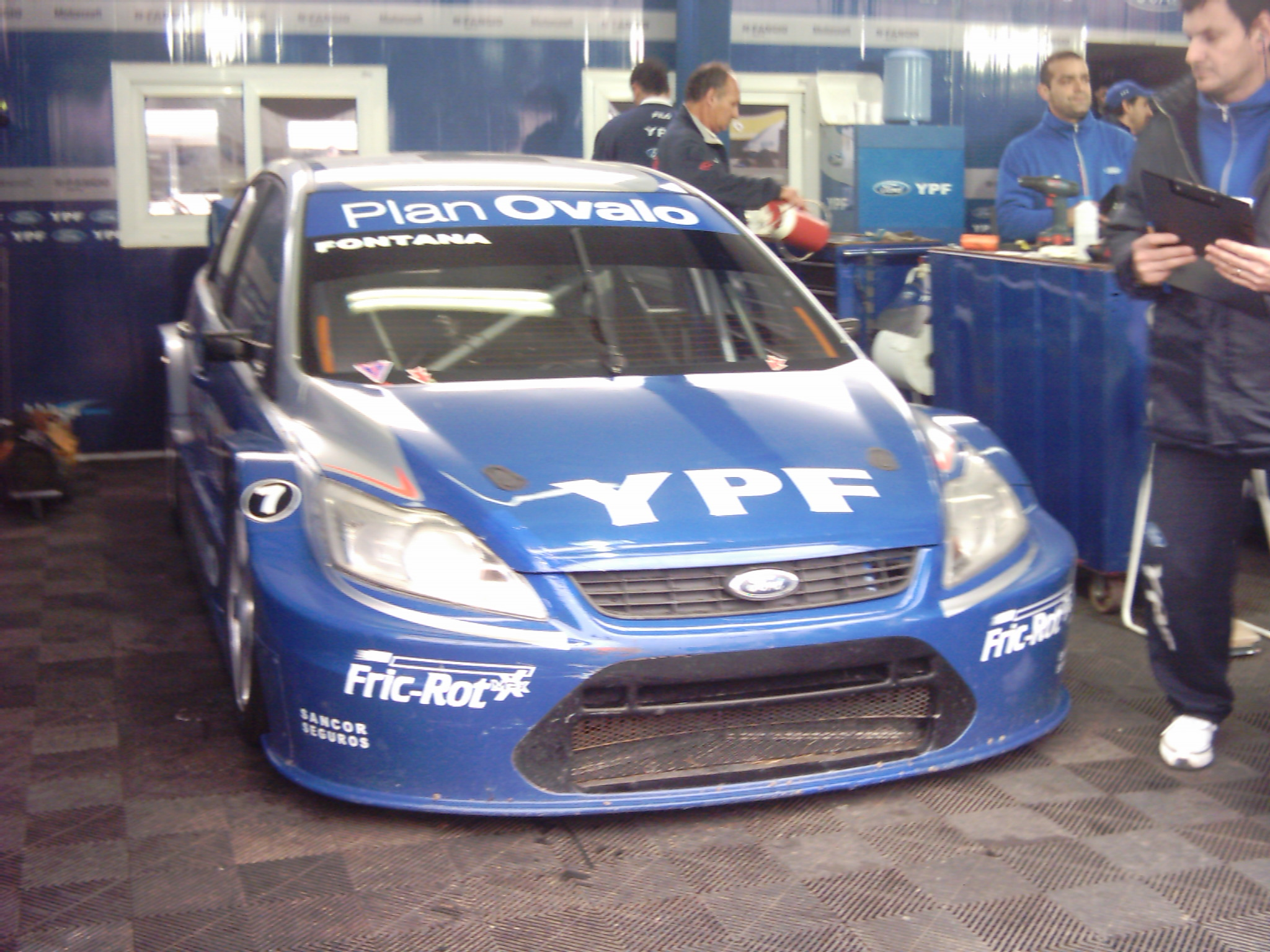
Ford Focus II de Norberto Fontana, en los boxes del Autódromo Santiago Yaco Guarnieri de la Ciudad de Resistencia.

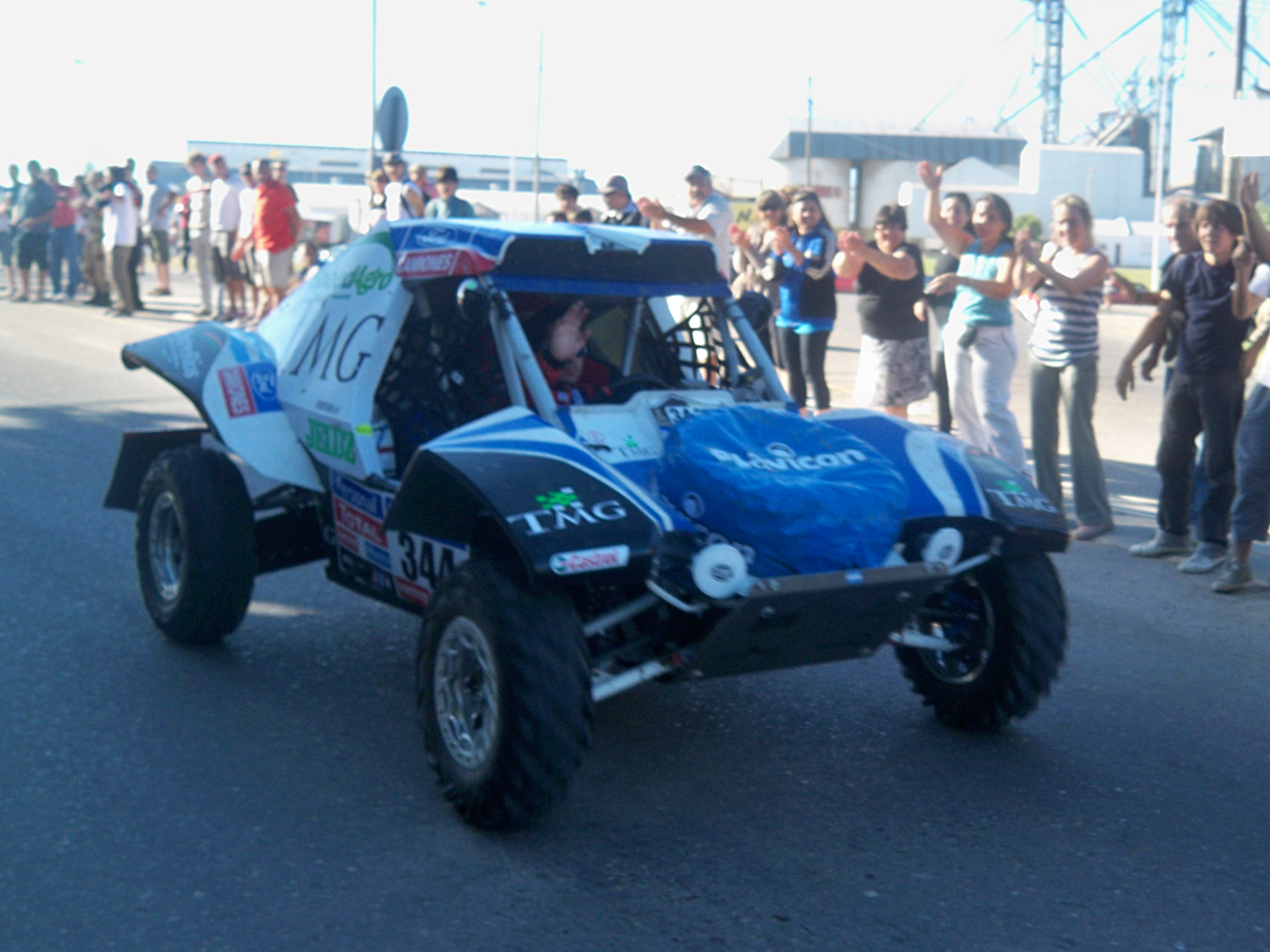
Fontana en el Dakar 2011.

| Temporada | Categoría                                | Equipo                        | Carreras     | Victorias    | Poles        | VR           | Podios       | Puntos       | Pos.         |
| --------- | ---------------------------------------- | ----------------------------- | ------------ | ------------ | ------------ | ------------ | ------------ | ------------ | ------------ |
| 1992      | Fórmula Renault Argentina                |                               | ?            | 0            | 0            | 0            | 0            | 17           | 14.º         |
| 1993      | Fórmula Ford Europea                     | 4                             | 0            | 0            | 0            | 0            | 27           | 3.º          |              |
| 1993      | Fórmula Ford 1800 Alemana                | Schnellmann                   | ?            | 2            | 0            | 3            | 2            | 0            | ?            |
| 1993      | Fórmula Ford 1600 Suiza                  |                               | ?            | ?            | ?            | ?            | ?            | ?            | 1.º          |
| 1994      | Gran Premio de Macao                     | KMS                           | 1            | 0            | 0            | 0            | 0            | N/A          | DNF          |
| 1994      | Campeonato de Alemania de Fórmula 3      | KMS                           | 18           | 3            | 3            | 0            | 6            | 118          | 6.º          |
| 1994      | Masters de Fórmula 3                     | KMS                           | 1            | 0            | 0            | 0            | 0            | N/A          | 5.º          |
| 1995      | Campeonato de Alemania de Fórmula 3      | KMS                           | 16           | 10           | 10           | 7            | 13           | 256          | 1.º          |
| 1995      | Gran Premio de Macao                     | KMS                           | 1            | 0            | 0            | 0            | 0            | N/A          | 5.º          |
| 1995      | Masters de Fórmula 3                     | KMS                           | 1            | 1            | 0            | 0            | 1            | N/A          | 1.º          |
| 1996      | Fórmula Nippon                           | Shionogi Team Nova            | 10           | 1            | 0            | 3            | 3            | 22           | 5.º          |
| 1996      | Fórmula 3000 Internacional               | Edenbridge Racing             | 1            | 0            | 0            | 0            | 0            | 0            | NC           |
| 1997      | Fórmula Nippon                           | Team LeMans                   | 10           | 1            | 0            | 1            | 3            | 21           | 3.º          |
| 1997      | Fórmula 1                                | Red Bull Sauber Petronas      | 4            | 0            | 0            | 0            | 0            | 0            | 23.º         |
| 1998      | All Japan Grand Touring Car Championship | Toyota Castrol Team           | 6            | 0            | 0            | 0            | 2            | 33           | 7.º          |
| 1998      | Fórmula Nippon                           | LEMONed Racing Team LeMans    | 9            | 1            | 1            | 0            | 3            | 21           | 4.º          |
| 1999      | Fórmula 3000 Internacional               | Fortec Motorsport             | 10           | 0            | 0            | 0            | 0            | 4            | 15.º         |
| 2000      | CART World Championship Series           | Della Penna Motorsports       | 8            | 0            | 0            | 0            | 0            | 2            | 28.º         |
| 2001      | Turismo Competición 2000                 | Toyota Team Argentina         | 12           | 2            | 0            | 1            | 2            | 54           | 7.º          |
| 2001      | Fórmula 3000 Internacional               | F3000 Prost Junior Team       | 3            | 0            | 0            | 0            | 0            | 0            | 32.º         |
| 2002      | Turismo Competición 2000                 | Toyota Team Argentina         | 14           | 4            | 1            | 2            | 6            | 114          | 1.º          |
| 2003      | Turismo Carretera                        |                               | 14           | 0            | 4            | 2            | 0            | 71.5         | 22.º         |
| 2003      | Turismo Competición 2000                 | Toyota Team Argentina         | 14           | 2            | 1            | 0            | 4            | 100          | 3.º          |
| 2004      | Turismo Carretera                        |                               | 16           | 3            | 3            | 1            | 5            | 167          | 3.º          |
| 2004      | Turismo Competición 2000                 | Toyota Team Argentina         | 14           | 1            | 0            | 1            | 1            | 103          | 5.º          |
| 2005      | Turismo Carretera                        | NEF Racing                    | 16           | 0            | 3            | 1            | 3            | 138.5        | 10.º         |
| 2005      | Turismo Competición 2000                 | Toyota Team Argentina         | 14           | 0            | 1            | 3            | 4            | 83           | 7.º          |
| 2006      | Turismo Carretera                        | JP Racing                     | 16           | 2            | 1            | 0            | 8            | 216.5        | 1.º          |
| 2006      | Turismo Competición 2000                 | Toyota Team Argentina         | 14           | 0            | 5            | 2            | 1            | 95           | 6.º          |
| 2007      | Turismo Carretera                        | Firestone JP Racing           | 16           | 1            | 0            | 0            | 1            | 119          | 10.º         |
| 2007      | Turismo Competición 2000                 | Toyota Team Argentina         | 14           | 0            | 0            | 0            | 1            | 38           | 12.º         |
| 2008      | Top Race V6                              | Henry Martin Motorsport       | 12           | 1            | 1            | 0            | 2            | 132          | 9.º          |
| 2008      | Turismo Carretera                        | Firestone JP Racing           | 16           | 0            | 0            | 0            | 1            | 95           | 17.º         |
| 2008      | Turismo Competición 2000                 | Toyota Team Argentina         | 14           | 1            | 0            | 0            | 2            | 68           | 8.º          |
| 2009      | Turismo Competición 2000                 | Toyota Team Argentina         | 12           | 1            | 1            | 0            | 4            | 120          | 4.º          |
| 2009      | Top Race V6                              | Henry Martin Motorsport       | 11           | 0            | 1            | 0            | 2            | 22           | 10.º         |
| 2009      | Turismo Carretera                        | Firestone JP Racing           | 16           | 1            | 0            | 2            | 2            | 179.5        | 6.º          |
| 2010      | Copa América de Top Race V6              | Guidi Competición             | 6            | 1            | 0            | 0            | 3            | 85           | 6.º          |
| 2010      | Turismo Competición 2000                 | Ford YPF                      | 13           | 2            | 1            | 1            | 5            | 122.5        | 1.º          |
| 2010      | Turismo Carretera                        | HAZ Racing Team               | 15           | 0            | 2            | 1            | 2            | 142          | 11.º         |
| 2011      | Turismo Competición 2000                 | Ford YPF                      | 21           | 1            | 0            | 0            | 3            | 104          | 11.º         |
| 2011      | Turismo Carretera                        | YPF-Torino                    | 13           | 0            | 1            | 0            | 1            | 123          | 15.º         |
| 2011      | Top Race V6                              | Tauro Guidi Team              | 7            | 0            | 1            | 0            | 1            | 32           | 17.º         |
| 2012      | Top Race V6                              | Schick Racing                 | 9            | 2            | 1            | 2            | 6            | 66           | 2.º          |
| 2012      | Top Race V6                              | Mitsubishi GF Racing          | 9            | 2            | 1            | 2            | 6            | 66           | 2.º          |
| 2012      | Turismo Carretera                        | Sinteplast Dole Racing        | 14           | 2            | 1            | 1            | 3            | 134.25       | 9.º          |
| 2013      | Top Race V6                              | Mitsubishi GF Racing          | 12           | 2            | 2            | 0            | 5            | 38           | 4.º          |
| 2013      | Turismo Carretera                        | Sinteplast Dole Racing        | 16           | 0            | 0            | 0            | 0            | 259          | 19.º         |
| 2013      | Turismo Carretera                        | Las Toscas Racing             | 16           | 0            | 0            | 0            | 0            | 259          | 19.º         |
| 2014      | Súper TC 2000                            | Equipo Chevrolet YPF          | 13           | 2            | 0            | 1            | 3            | 171          | 3.º          |
| 2014      | Top Race V6                              | Guidi Competición             | 2            | 0            | 0            | 0            | 0            | 18           | 24.º         |
| 2014      | Turismo Carretera                        | Las Toscas Racing             | 11           | 0            | 0            | 0            | 0            | 131.5        | 35.º         |
| 2015      | Turismo Carretera                        | Laboritto Jrs. Racing         | 14           | 1            | 0            | 1            | 1            | 283          | 21.º         |
| 2015      | Súper TC 2000                            | Equipo YPF Chevrolet          | 13           | 0            | 1            | 2            | 0            | 78           | 14.º         |
| 2015      | Top Race V6                              | Sportteam                     | 13           | 0            | 0            | 2            | 1            | 112          | 10.º         |
| 2015      | Top Race V6                              | Mitsubishi GF Racing          | 13           | 0            | 0            | 2            | 1            | 112          | 10.º         |
| 2016      | Súper TC 2000                            | YPF Chevrolet                 | 14           | 0            | 0            | 0            | 2            | 108          | 9.º          |
| 2016      | Turismo Carretera                        | Laboritto Jrs. Racing         | 16           | 0            | 0            | 0            | 0            | 464.25       | 12.º         |
| 2017      | Súper TC 2000                            | Toyota Gazoo Racing Argentina | 1            | 0            | 0            | 0            | 0            | 0            | NC†          |
| 2017      | Turismo Carretera                        | JP Carrera                    | 15           | 0            | 0            | 0            | 1            | 300          | 19.º         |
| 2017      | Turismo Nacional - Clase 3               | Arana Ingeniería Sport        | 9            | 0            | 0            | 0            | 1            | 77.5         | 20.º         |
| 2018      | Súper TC 2000                            | Renault Sport                 | 1            | 0            | 0            | 0            | 0            | 0            | NC†          |
| 2018      | Turismo Nacional - Clase 3               | PPedraza Competición          | 3            | 0            | 0            | 0            | 0            | 0            | NC           |
| 2018      | Turismo Carretera                        | Alifraco Sport                | 15           | 0            | 0            | 0            | 0            | 289.25       | 18.º         |
| 2019      | TC Pick Up                               | JP Carrera                    | 7            | 0            | 0            | 0            | 2            | 95           | 10.º         |
| 2019      | Turismo Carretera                        | Alifraco Sport                | 15           | 0            | 0            | 0            | 0            | 216          | 25.º         |
| 2020      | Top Race V6                              | Fiat Top Race Team            | 1            | 0            | 0            | 0            | 0            | 6            | 21.º         |
| 2020      | Turismo Carretera                        | Multibandas Racing            | 10           | 0            | 0            | 0            | 0            | 119          | 28.º         |
| 2021      | Turismo Carretera                        | Multibandas Racing            | 13           | 0            | 0            | 0            | 0            | 180          | 33.º         |
| 2022      | Turismo Nacional - Clase 3               | Alifraco Sport                | 2            | 0            | 0            | 0            | 0            | 0            | NC           |
| 2022      | TC2000                                   | FS Motorsport                 | 2            | 0            | 0            | 0            | 0            | 0            | NC†          |
| 2022      | Turismo Carretera                        | Multibandas Racing            | 14           | 0            | 0            | 0            | 0            | 149.25       | 32.º         |
| 2023      | Turismo Carretera                        | RUS Med Team                  | 14           | 0            | 0            | 0            | 0            | 77           | 47.º         |
| 2024      | Turismo Carretera                        | RUS Med Team                  | Disputándose | Disputándose | Disputándose | Disputándose | Disputándose | Disputándose | Disputándose |
| 2024      | TCR South America                        | Cobra Racing Team             | Disputándose | Disputándose | Disputándose | Disputándose | Disputándose | Disputándose | Disputándose |
| 2024      | TCR World Tour                           | Cobra Racing Team             | Disputándose | Disputándose | Disputándose | Disputándose | Disputándose | Disputándose | Disputándose |
| Fuente:   |                                          |                               |              |              |              |              |              |              |              |

- † Era piloto invitado, por lo que no sumó puntos.

## Resultados

### Campeonato de Alemania de Fórmula 3
(Clave) (negrita indica pole position) (cursiva indica vuelta rápida)

| Año     | Escudería | Motor | Clase | 1       | 2        | 3        | 4       | 5         | 6       | 7       | 8       | 9       | 10       | 11        | 12       | 13    | 14      | 15      | 16       | 17        | 18        | 19      | 20        | Pos. | Puntos |
| ------- | --------- | ----- | ----- | ------- | -------- | -------- | ------- | --------- | ------- | ------- | ------- | ------- | -------- | --------- | -------- | ----- | ------- | ------- | -------- | --------- | --------- | ------- | --------- | ---- | ------ |
| 1994    | KMS       | Opel  | A     | ZOL 1 C | ZOL 2 15 | HOC 1 11 | HOC 2 8 | NÜR 1 Ret | NÜR 2 9 | WUN 1   | WUN 2 8 | NOR 1 5 | NOR 2 20 | DIE 1 Ret | DIE 2 13 | NÜR 1 | NÜR 2 1 | AVU 1 3 | AVU 2    | ALE 1 Ret | ALE 2 DNS | HOC 1 2 | HOC 2 Ret | 6.º  | 118    |
| 1995    | KMS       | Opel  | A     | HOC 1   | HOC 2 1  | AVU 1    | AVU 2 1 | NOR 1 3   | NOR 2 4 | DIE 1 3 | DIE 2 3 | NÜR 1   | NÜR 2 1  | ALE 1     | ALE 2 1  | MAG 1 | MAG 2 1 | HOC 1 4 | HOC 2 20 |           |           |         |           | 1.º  | 256    |
| Fuente: |           |       |       |         |          |          |         |           |         |         |         |         |          |           |          |       |         |         |          |           |           |         |           |      |        |

### Fórmula Nippon
(Clave) (negrita indica pole position) (cursiva indica vuelta rápida)

| Año     | Escudería                  | 1      | 2       | 3     | 4       | 5       | 6       | 7     | 8       | 9       | 10      | Pos. | Puntos |
| ------- | -------------------------- | ------ | ------- | ----- | ------- | ------- | ------- | ----- | ------- | ------- | ------- | ---- | ------ |
| 1996    | Shionogi Team Nova         | SUZ 14 | MIN 2   | FUJ 1 | TOK Ret | SUZ 8   | SUG Ret | FUJ 2 | MIN Ret | SUZ 11  | FUJ Ret | 5.º  | 22     |
| 1997    | Team LeMans                | SUZ 9  | MIN 8   | FUJ 6 | SUZ Ret | SUG 7   | FUJ 2   | MIN 1 | MOT 3   | FUJ Ret | SUZ Ret | 3.º  | 21     |
| 1998    | LEMONed Racing Team LeMans | SUZ 3  | MIN Ret | FUJ 6 | MOT Ret | SUZ Ret | SUG Ret | FUJ C | MIN 2   | FUJ 1   | SUZ 8   | 4.º  | 21     |
| Fuente: |                            |        |         |       |         |         |         |       |         |         |         |      |        |

### Fórmula 3000 Internacional
(Clave) (negrita indica pole position) (cursiva indica vuelta rápida)

| Año     | Escudería               | 1       | 2     | 3       | 4       | 5     | 6     | 7       | 8       | 9      | 10     | 11      | 12      | Pos. | Puntos |
| ------- | ----------------------- | ------- | ----- | ------- | ------- | ----- | ----- | ------- | ------- | ------ | ------ | ------- | ------- | ---- | ------ |
| 1996    | Edenbridge Racing       | NÜR     | PAU   | PER     | HOC     | SIL   | SPA   | MAG     | EST Ret | MUG    | HOC    |         |         | NC   | 0      |
| 1999    | Fortec Motorsport       | IMO Ret | MON 5 | CAT Ret | MAG Ret | SIL 5 | A1R 8 | HOC Ret | HUN Ret | SPA 14 | NÜR 10 |         |         | 15.º | 4      |
| 2001    | F3000 Prost Junior Team | INT     | IMO   | CAT     | A1R     | MON   | NÜR   | MAG     | SIL     | HOC    | HUN 14 | SPA Ret | MNZ Ret | 32.º | 0      |
| Fuente: |                         |         |       |         |         |       |       |         |         |        |        |         |         |      |        |

### Fórmula 1
(Clave) (negrita indica pole position) (cursiva indica vuelta rápida)

| Año     | Escudería                | 1   | 2   | 3   | 4   | 5   | 6   | 7   | 8       | 9     | 10    | 11  | 12  | 13  | 14  | 15  | 16  | 17     | Pos. | Puntos |
| ------- | ------------------------ | --- | --- | --- | --- | --- | --- | --- | ------- | ----- | ----- | --- | --- | --- | --- | --- | --- | ------ | ---- | ------ |
| 1997    | Red Bull Sauber Petronas | AUS | BRA | ARG | SMR | MON | ESP | CAN | FRA Ret | GBR 9 | GER 9 | HUN | BEL | ITA | AUT | LUX | JPN | EUR 14 | 23.º | 0      |
| Fuente: |                          |     |     |     |     |     |     |     |         |       |       |     |     |     |     |     |     |        |      |        |

### All Japan Grand Touring Car Championship
(Clave) (negrita indica pole position) (cursiva indica vuelta rápida)

| Año     | Escudería           | Automóvil    | Clase | 1     | 2     | 3     | 4     | 5     | 6      | 7       | Pos. | Puntos |
| ------- | ------------------- | ------------ | ----- | ----- | ----- | ----- | ----- | ----- | ------ | ------- | ---- | ------ |
| 1998    | Toyota Castrol Team | Toyota Supra | GT500 | SUZ 6 | FUJ C | SEN 3 | FUJ 8 | MOT 3 | MIN 16 | SUG Ret | 7.º  | 33     |
| Fuente: |                     |              |       |       |       |       |       |       |        |         |      |        |

### CART World Championship Series
(Clave) (negrita indica pole position) (cursiva indica vuelta rápida)

| Año     | Escudería               | Chasis      | Motor       | 1      | 2      | 3      | 4       | 5      | 6       | 7      | 8      | 9      | 10     | 11  | 12  | 13  | 14  | 15  | 16 | 17  | 18  | 19  | 20  | Pos. | Puntos |
| ------- | ----------------------- | ----------- | ----------- | ------ | ------ | ------ | ------- | ------ | ------- | ------ | ------ | ------ | ------ | --- | --- | --- | --- | --- | -- | --- | --- | --- | --- | ---- | ------ |
| 2000    | Della Penna Motorsports | Reynard 2KI | Toyota RV8E | MIA 15 | LBH 15 | RIO 23 | MOT DNS | NZR 20 | MIL Wth | DET 14 | POR 21 | CLE 11 | TOR 20 | MIS | CHI | MDO | ROA | VAN | LS | STL | HOU | SRF | FON | 28.º | 2      |
| Fuente: |                         |             |             |        |        |        |         |        |         |        |        |        |        |     |     |     |     |     |    |     |     |     |     |      |        |

### Turismo Competición 2000
| Año  | Equipo                | Auto                | 1    | 2   | 3     | 4     | 5   | 6    | 7   | 8    | 9      | 10     | 11  | 12    | 13    | 14    | Res. | Puntos |
| ---- | --------------------- | ------------------- | ---- | --- | ----- | ----- | --- | ---- | --- | ---- | ------ | ------ | --- | ----- | ----- | ----- | ---- | ------ |
| 2001 |                       |                     | RAF  | RC  | BB    | SJU I | PAR | BA I | OBE | AG I | SJO    | SJU II | MDA | RES   | AG II | BA II | 7.º  | 54     |
| 2001 | Toyota Team Argentina | Toyota Corolla VIII | 7    | 13  | 19†   | WD    | Ret | 17†  | 1   | Ret  |        | 4      | Ret | 17†   | 1     | 15    | 7.º  | 54     |
| 2002 |                       |                     | GR   | RC  | SJU I | BB    | RES | OBE  | AG  | SAL  | SJU II | PAR    | BA  | SRA   | PIG   | MDP   | 1.º  | 114    |
| 2002 | Toyota Team Argentina | Toyota Corolla VIII | Ret  | 1   | Ret   | 1     | Ret | 1    | 3   | 8    | Ret    | Ret    | 20† | 2     | 1     | 7     | 1.º  | 114    |
| 2003 |                       |                     | SL I | GR  | TRE   | SJU   | BB  | OBE  | RC  | SAL  | RES    | SR     | BA  | SL II | AG    | MDP   | 3.º  | 100    |
| 2003 | Toyota Team Argentina | Toyota Corolla VIII | 1    | 3   | 4     | 1     | 22† | 6    | 7   | Ret  | 8      | 6      | 7   | Ret   | Ret   | 2     | 3.º  | 100    |
| 2004 |                       |                     | GR   | VIE | SJU   | PAR   | SL  | OBE  | AG  | CON  | RC     | SRA    | BB  | BA    | RAF   | MDP   | 5.º  | 103    |
| 2004 | Toyota Team Argentina | Toyota Corolla IX   | 4    | Ret | 10†   | 1     | 7   | Ret  | 7   | Ret  | 5      | 5      | 10  | Ret   | 4     | 4     | 5.º  | 103    |
| 2005 |                       |                     | BA I | PAR | VIE   | SJU   | OLA | AG   | CUR | OBE  | RAF    | SRA    | CON | BA II | SL    | GR    | 7.º  | 83     |
| 2005 | Toyota Team Argentina | Toyota Corolla IX   | Ret  | Ret | 10    | 2     | Ret | Ret  | 7   | Ret  | Ret    | 2      | 2   | 17†   | 2     | Ret   | 7.º  | 83     |
| 2006 |                       |                     | BA I | OLA | CR    | VIE   | SFE | SJU  | SRA | RES  | CUR    | SMM    | GR  | BA II | OBE   | PAR   | 7.º  | 95     |
| 2006 | Toyota Team Argentina | Toyota Corolla IX   | 6    | Ret | 11    | 8     | NL  | 2    | Ret | Ret  | 4      | Ex.    | Ret | Ret   | Ret   | 4     | 7.º  | 95     |
| 2007 |                       |                     | CR   | GR  | BB    | SMM   | SJU | SP   | AG  | SFE  | SRA    | VIE    | BA  | OBE   | SL    | PDE   | 12.º | 38     |
| 2007 | Toyota Team Argentina | Toyota Corolla IX   | Ret  | 20† | 3     | Ret   | Ret | 9    | 4   | 5    | Ret    | 13     | 18† | Ret   | Ret   | 14    | 12.º | 38     |
| 2008 |                       |                     | PAR  | SAL | GR    | SFE   | SJU | RES  | AG  | BA   | OBE    | TRH    | VIE | SMM   | PDF   | PDE   | 8.º  | 68     |
| 2008 | Toyota Team Argentina | Toyota Corolla IX   | Ret  | 14  | 1     | Ret   | 7   | 12   | 13  | Ret  | 4      | Ret    | 4   | 8     | 16†   | 3     | 8.º  | 68     |
| 2009 |                       |                     | AG   | GR  | OBE   | SMM   | TRH | RES  | BA  | CEN  | SFE    | SFE    | SJU | SJU   | PDF   |       | 4.º  | 120    |
| 2009 | Toyota Team Argentina | Toyota Corolla X    | 6    | 3   | 3     | Ret   | 7   | 8    | 1   | 4    | 4      | 4      | 7   | 3     | 6     |       | 4.º  | 120    |
| 2010 |                       |                     | PDE  | SMM | GR    | AG    | RES | TRH  | LR  | SFE  | SFE    | CEN    | OBE | BA    | PDF   |       | 1.º  | 122,5  |
| 2010 | Ford YPF              | Ford Focus II       | 19   | 1   | 6     | 3     | 9   | 5    | Ret | 3    | 1      | 3      | 3   | 6     | 4     |       | 1.º  | 122,5  |
| 2011 |                       |                     | GR   | SFE | SFE   | SMM   | SJU | RES  | AG  | TRH  | LPL    | TRE    | JUN | PDF   | PAR   |       | 11.º | 104    |
| 2011 | Ford YPF              | Ford Focus II       | Ret  | Ret | 7     | 10    | 2   | 9    | 22† | 13   | 10     | 5      | 9   | Ret   | 8     |       | 11.º | 104    |

#### Copa Endurance Series
| Año  | Equipo                | Auto             | 1   | 2   | 3   | Res. | Puntos |
| ---- | --------------------- | ---------------- | --- | --- | --- | ---- | ------ |
| 2009 |                       |                  | TRH | BA  | PDF | 1.º  | 45     |
| 2009 | Toyota Team Argentina | Toyota Corolla X | 7   | 1   | 5   | 1.º  | 45     |
| 2010 |                       |                  | TRH | CEN | BA  | 5.º  | 30     |
| 2010 | Ford YPF              | Ford Focus II    | 5   | 3   | 6   | 5.º  | 30     |

### Súper TC 2000
| Año  | Equipo                        | Auto               | 1    | 2   | 3   | 4    | 5   | 6    | 7   | 8   | 9   | 10  | 11    | 12  | 13    | 14    | Res. | Puntos |
| ---- | ----------------------------- | ------------------ | ---- | --- | --- | ---- | --- | ---- | --- | --- | --- | --- | ----- | --- | ----- | ----- | ---- | ------ |
| 2014 |                               |                    | RAF  | VIE | AG  | ROS  | TOA | BA   | RES | SFE | SFE | SJU | TRH   | COD | PDF   |       | 3.º  | 171    |
| 2014 | Equipo Chevrolet YPF          | Chevrolet Cruze I  | 1    | 1   | 11  | 8    | 4   | 2    | 8   | 5   | 16  | 10  | 9     | 9   | 5     |       | 3.º  | 171    |
| 2015 |                               |                    | JUN  | ROS | OBE | TRH  | RAF | SL I | SFE | SFE | TOA | GR  | SMM   | AG  | SL II |       | 14.º | 78     |
| 2015 | Equipo YPF Chevrolet          | Chevrolet Cruze I  | NL   | 8   | 20  | Ret  | 15  | 12   | 8   | 8   | Ret | 4   | 12    | 4   | 9     |       | 14.º | 78     |
| 2016 |                               |                    | TRE  | ROS | SMM | AG I | TRH | OBE  | BA  | SFE | SFE | TOA | SJU   | GR  | GR    | AG II | 9.º  | 108    |
| 2016 | YPF Chevrolet                 | Chevrolet Cruze I  | 2    | 9   | 3   | 13   | 7   | 10   | 17† | 5   | Ret |     |       |     |       |       | 9.º  | 108    |
| 2016 | YPF Chevrolet                 | Chevrolet Cruze II |      |     |     |      |     |      |     |     |     | 11  | 9     | 13  | 10    | 10    | 9.º  | 108    |
| 2017 |                               |                    | BA I | PDF | SMM | ROS  | ROS | TRH  | RAF | OBE | SFE | SFE | BA II | SJU | GR    | AG    | -    | -      |
| 2017 | Toyota Gazoo Racing Argentina | Toyota Corolla XI  |      |     |     |      |     |      |     |     |     |     | 8     |     |       |       | -    | -      |
| 2018 |                               |                    | BA I | ROS | ROS | SMM  | PDF | RAF  | SJU | OBE | SFE | SFE | TRH   | SNI | BA II | AG    | -    | -      |
| 2018 | Renault Sport                 | Renault Fluence    |      |     |     |      |     |      |     |     |     |     |       |     | Ret   |       | -    | -      |

### TCR South America
(Clave) (negrita indica pole position) (cursiva indica vuelta rápida)

| Año  | Equipo            | Auto                   | 1     | 2   | 3   | 4   | 5   | 6      | 7      | 8   | 9   | 10  | 11  | 12  | 13  | 14  | 15  | 16  | 17  | 18  | 19  | Pos. | Pts. |
| ---- | ----------------- | ---------------------- | ----- | --- | --- | --- | --- | ------ | ------ | --- | --- | --- | --- | --- | --- | --- | --- | --- | --- | --- | --- | ---- | ---- |
| 2024 |                   |                        | INT I | CAS | CAS | VEL | VEL | INT II | INT II | EPI | EPI | MER | MER | TBD | TBD | BUE | BUE | TRH | TRH | ROS | ROS | °    |      |
| 2024 | Cobra Racing Team | Toyota Corolla GRS TCR | 6     | 11  | 8   |     |     | 9      | 7      |     |     |     |     |     |     |     |     |     |     |     |     | °    |      |

### TCR World Tour
(Clave) (negrita indica pole position) (cursiva indica vuelta rápida)

| Año  | Equipo            | Auto                   | 1   | 2   | 3   | 4   | 5   | 6   | 7   | 8   | 9   | 10  | 11  | 12  | 13  | 14  | Pos. | Pts. |
| ---- | ----------------- | ---------------------- | --- | --- | --- | --- | --- | --- | --- | --- | --- | --- | --- | --- | --- | --- | ---- | ---- |
| 2024 |                   |                        | VAL | VAL | MAR | MAR | MID | MID | INT | INT | EPI | EPI | ZHU | ZHU | MAC | MAC | °    |      |
| 2024 | Cobra Racing Team | Toyota Corolla GRS TCR |     |     |     |     |     |     | 19  | 16  |     |     |     |     |     |     | °    |      |

### Rally Dakar
| Año     | Categoría | Vehículo   | Posición | Etapas |
| ------- | --------- | ---------- | -------- | ------ |
| 2011    | Coches    | McRae      | Ret.     | -      |
| 2012    | Coches    | Volkswagen | Ret.     | -      |
| Fuente: |           |            |          |        |